# Isún de Basa
Isún de Basa ist ein spanischer Ort in der Provinz Huesca der Autonomen Gemeinschaft Aragonien. Isún de Basa, im Pyrenäenvorland liegend, gehört zur Gemeinde Sabiñánigo. Der Ort hatte 34 Einwohner im Jahr 2015.

## Geographie
Der Ort, über dem Valle de Basa, liegt etwa fünf Kilometer (Luftlinie) östlich von Sabiñánigo und ist über die N330 zu erreichen. 

## Sehenswürdigkeiten
- Romanische Pfarrkirche Santa María aus dem 11. Jahrhundert.[1] Die Kirche ist seit 1982 ein geschütztes Baudenkmal (Bien de Interés Cultural).[2]